# Fabian Ehmann (Politiker)

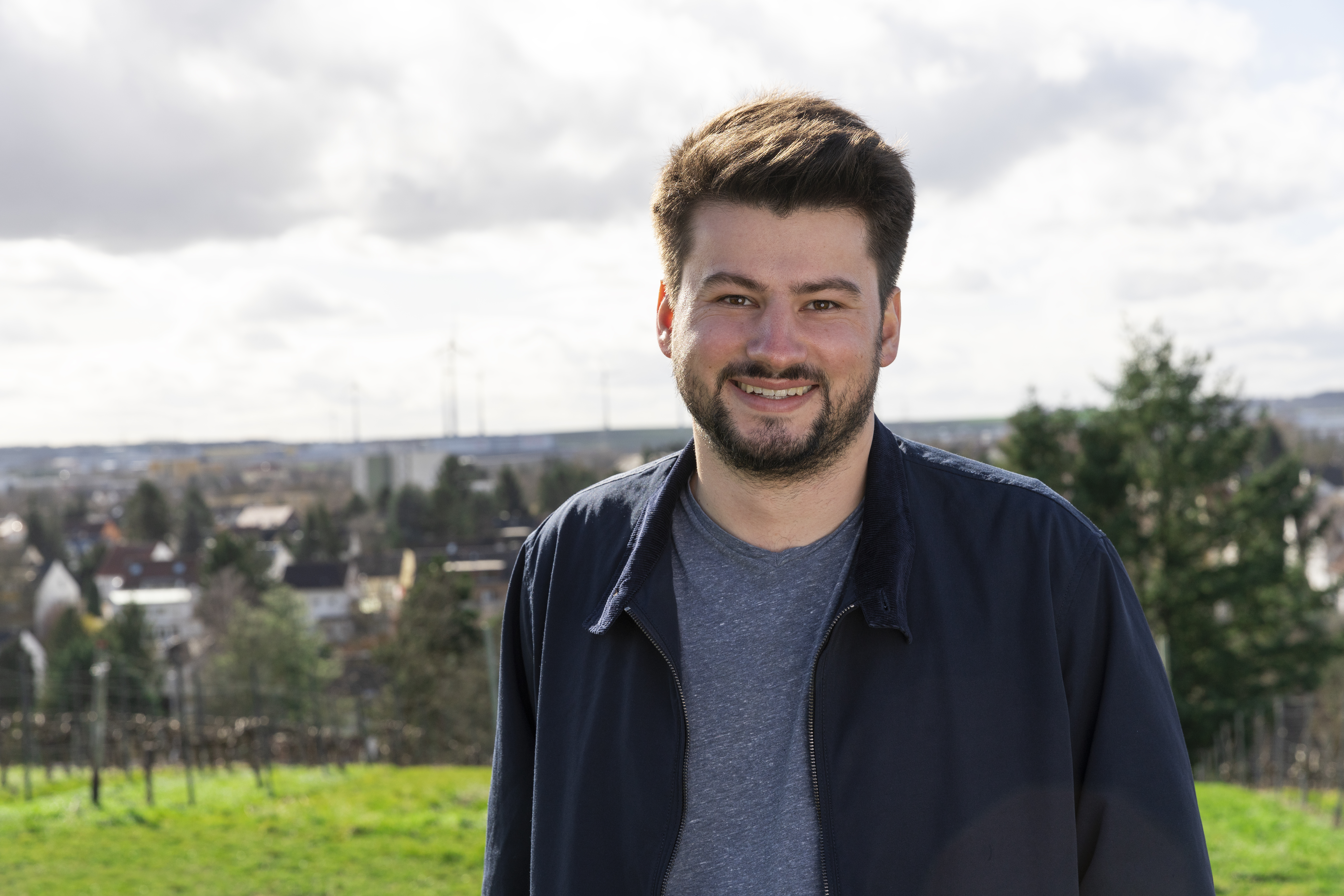
Fabian Ehmann (2020)

Fabian Ehmann (* 29. März 1993 in Mainz) ist ein deutscher Politiker (Bündnis 90/Die Grünen). Seit Mai 2021 ist er Mitglied des Landtages von Rheinland-Pfalz.

## Politik
Ehmann wurde 2014 Mitglied der Partei Bündnis 90/Die Grünen. Von 2014 bis 2015 war er Mitglied im Bildungsbeirat der Grünen Jugend Rheinland-Pfalz und von 2015 bis 2016 als Politische Geschäftsführer Mitglied im Landesvorstand der Jugendorganisation. Seit Ende 2016 ist er Mitglied im erweiterten Landesvorstandes von Bündnis 90/Die Grünen Rheinland-Pfalz.
Seit 2019 ist Ehmann Mitglied des Mainzer Stadtrates sowie des Ortsbeirates Mainz-Bretzenheim. In diesem Stadtteil kandidierte er bei den Kommunalwahlen 2019 als Ortsvorsteher für die Grünen und erreichte die Stichwahl. Ehmann ist für die Grünen als Verwaltungsrat der Entsorgungsgesellschaft Mainz tätig.
Fabian Ehmann kandidierte mit dem Votum der Grünen Jugend Rheinland-Pfalz für die Landtagswahl 2021 auf Platz 8 der Landesliste von Bündnis 90/Die Grünen Rheinland-Pfalz sowie als Direktkandidat im Wahlkreis Mainz II (Wahlkreis 28). Aufgrund des Wahlergebnisses zog er am 18. Mai 2021 über die Landesliste als Abgeordneter in den 18. rheinland-pfälzischen Landtag ein.
Ehmann kandidiert für die Wahl zum 19. Landtag von Rheinland-Pfalz auf Platz 10 der Landesliste, wurde jedoch nicht vom Grünen Kreisverband erneut als Direktkandidat im Wahlkreis Mainz II vorgesehen.

## Leben und Beruf
Nach seinem Abitur 2012 am Gutenberg-Gymnasium Mainz studierte Ehmann von 2012 und bis 2016 Erneuerbare Energien am Umwelt-Campus Birkenfeld (Bachelor of Science) und schloss von 2016 bis 2019 mit einem Studium der Energiewirtschaft an der Hochschule Darmstadt (Master of Science) an. Von 2020 bis zum Beginn des Wahlkampfes 2021 arbeitete Fabian Ehmann als Projektentwickler Windenergie.